# Aeroportul Palacios
Aeroportul Palacios (IATA: PCH, ICAO: MHPC) este un aeroport din Honduras.
Situat la o altitudine de 5 m, aeroportul dispune de o singură pistă.